# Erdődy Zsigmond
Erdődy Zsigmond (?–1639) horvát bán.

## Élete
Apja Erdődy Tamás (1558–1624) horvát bán, anyja Ungnád Mária.  Tanulmányairól annyi ismert, hogy 1610 és 1611 között Bécsben tanult. 1616. november 6-án házasságot kötött Keglevich Annával. Apja 1624-ben bekövetkezett halála után követte őt a varasdi főispáni székben. 1627-től haláláig vagyis 1639. augusztusáig horvát bán volt. Hadi tetteiről annyit tudunk, hogy bár vitézül harcolt, a törökök Kulpánál 1625. április 29-én megverték az általa vezetett hadat, a lovát is kilőtték alóla. Halála után a Császár vár közelében lévő, általa alapított klanjeci ferences kolostorban temették el.